# Anticodón

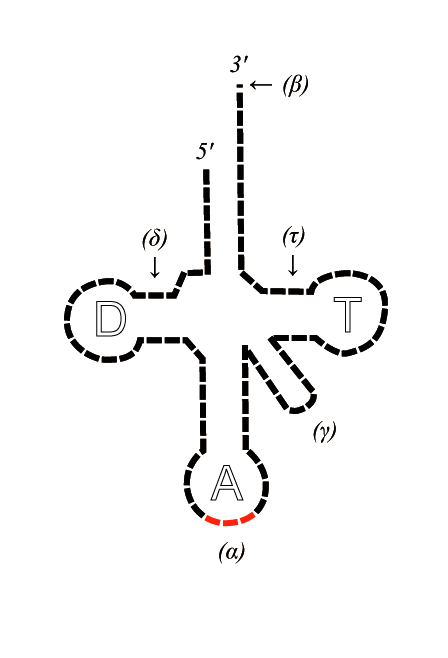
Transporte de ARN: el anticodón está representado en rojo.

Un anticodón es una secuencia de tres bases nitrogenadas ubicada en el ARNt, complementaria al codón ubicado en el ARNm.

## Descripción
La información genética para sintetizar proteínas originalmente se encuentra en el ADN, en forma de una secuencia de nucleótidos, (adenina, guanina, timina y citosina) los cuales son arreglados en forma de tripletes, también llamados codones. Esa secuencia es copiada en forma de ARN que se une a una de las bases complementarias (donde la timina es reemplazada por uracilos y se une a la base complementaria Adenina), . En esa secuencia, cada serie de tres nucleótidos, indica que en ese sitio debe codificarse un aminoácido específico en la proteína. 
En ese momento al codón del ARNm se le acopla el anticodón del ARNt correspondiente, añadiendo el aminoácido que estaba unido al ARNt a la proteína que está sintetizándose.Luego, las moléculas de ARN de transferencia,transportan los aminoácidos hacia el ribosoma (orgánulo donde se sintetizan las proteínas)
Cada nucleótido tiene un solo complemento, "A" y "U" son complementos, y también "G" y "C". De esta forma cada codón tiene un solo anticodón, y cada anticodón tiene un solo codón. Sin embargo, algunos aminoácidos tienen varios codones (y por lo tanto anticodones) asociados.